# 今どきの若いモンは
『今どきの若いモンは』（いまどきのわかいモンは）は、吉谷光平による日本の漫画作品。『サイコミ』（Cygames）にて、2018年4月7日から毎週月曜日更新で連載されている。
2022年4月9日からWOWOWプライムほかでテレビドラマ化された。

## あらすじ
三ツ橋商事営業部に配属された新入社員・麦田歩は、緊張と不安を抱きながら出社するが、部署の空気に馴染めずにいた。そんなある日の夜、麦田が一人で残業をしていると、課長・石沢一が現れた。「ったく、今どきの若いモンは……」という石沢の言葉に麦田は…。

## 登場人物
麦田歩（むぎた あゆみ）
主人公。
石沢一（いしざわ はじめ）
三ツ橋商事営業部の課長。

## 書誌情報
- 吉谷光平『今どきの若いモンは』講談社、全3巻
  1. 2018年8月30日発売[5]、ISBN 978-4-06-512703-2
  2. 2019年2月28日発売[6]、ISBN 978-4-06-515087-0
  3. 2019年6月28日発売[7]、ISBN 978-4-06-516642-0
- 吉谷光平『今どきの若いモンは』一迅社、既刊6巻（2022年4月27日現在）
  1. 2020年5月27日発売[8]、ISBN 978-4-7580-6864-2
  2. 2020年5月27日発売[9]、ISBN 978-4-7580-6865-9
  3. 2020年6月27日発売[10]、ISBN 978-4-7580-6871-0
  4. 2020年6月27日発売[11]、ISBN 978-4-7580-6872-7
  5. 2020年8月27日発売[12]、ISBN 978-4-7580-6886-4
  6. 2022年4月27日発売[13]、ISBN 978-4-7580-6976-2
- 吉谷光平『今どきの若いモンは』小学館（電子版）、既刊26巻（2025年2月28日現在）
  1. 2020年4月30日発売[14]
  2. 2020年4月30日発売[15]
  3. 2020年4月30日発売[16]
  4. 2020年5月27日発売[17]
  5. 2020年8月27日発売[18]
  6. 2020年11月30日発売[19]
  7. 2021年1月29日発売[20]
  8. 2021年3月30日発売[21]
  9. 2021年5月28日発売[22]
  10. 2021年7月30日発売[23]
  11. 2021年9月30日発売[24]
  12. 2021年11月30日発売[25]
  13. 2022年1月28日発売[26]
  14. 2022年4月28日発売[27]
  15. 2022年6月30日発売[28]
  16. 2022年8月30日発売[29]
  17. 2022年11月30日発売[30]
  18. 2023年2月28日発売[31]
  19. 2023年5月30日発売[32]
  20. 2023年8月30日発売[33]
  21. 2023年11月30日発売[34]
  22. 2024年2月29日発売[35]
  23. 2024年5月30日発売[36]
  24. 2024年8月30日発売[37]
  25. 2024年11月29日発売[38]
  26. 2025年2月28日発売[39]

## テレビドラマ
『今どきの若いモンは』（いまどきのわかいモンは）のタイトルで2022年4月9日から毎週土曜22時30分にWOWOWプライム、WOWOW 4Kで放送で放送、およびWOWOWオンデマンドで配信。主演は反町隆史。

### キャスト
- 石沢一：反町隆史[40]
- 麦田歩：福原遥[41]
- 舟木俊：中村海人（Travis Japan/当時ジャニーズJr.）[42]
- 犬飼紗奈子：水崎綾女
- 恵比寿良二：藤井隆
- 風間宏：萩原聖人
- 稲垣勇吾：本髙克樹（7 MEN 侍/ジャニーズJr.）[43]
- 田貫常務：イッセー尾形
- 高良秀樹：篠原篤
- 謎の美女：大友花恋
- 麦田ひとみ： 冨手麻妙
- ジャイアント剛田：カズレーザー（メイプル超合金）[44]
- ミク：戸松遥（声）[44]
- 鬼戸誠一郎：木下ほうか[45][46]

### スタッフ
- 原作 - 吉谷光平「今どきの若いモンは」（Cygames／サイコミ連載中）
- 監督 - 山田能龍
- 脚本 - アベラヒデノブ
- 音楽 - 渡邊崇
- プロデューサー - 村松亜樹、平部隆明、河添太

### 放送日程
| 各話   | 放送日  | サブタイトル                           | 監督 |
| ------ | ------- | -------------------------------------- | ---- |
| 第1話  | 4月09日 | 第1回＜ブラックコーヒー＞ ほか         |      |
| 第2話  | 4月16日 | 第2回＜サラリーマンになるために＞ ほか |      |
| 第3話  | 4月23日 | 第3回＜なんとなく＞ ほか               |      |
| 第4話  | 4月30日 | 第4回＜愛の注ぎ方＞ ほか               |      |
| 第5話  | 5月07日 | 第5回＜言いたいことも言えない男＞ ほか |      |
| 第6話  | 5月14日 | 第6回＜天地逆転＞ ほか                 |      |
| 第7話  | 5月21日 | 第7回＜あのときの石沢一は＞ ほか       |      |
| 最終話 | 5月28日 | 最終回＜あの鐘を鳴らすのは…＞ ほか     |      |